# 第1次岸内閣 (改造)
第1次岸改造内閣（だいいちじきしかいぞうないかく）は、衆議院議員、自由民主党総裁の岸信介が第56代内閣総理大臣に任命され、1957年（昭和32年）7月10日から1958年（昭和33年）6月12日まで続いた日本の内閣。
前の第1次岸内閣の改造内閣である。

## 概要
第1次岸内閣は前内閣総理大臣：石橋湛山が昭和32年度の予算審議中に病気退陣したことを受け、予算審議などの国会対応を優先して石橋内閣の閣僚を再任して発足した事情があったため、この内閣改造が本格的な岸政権の地固めとなる組閣人事となった。

## 閣僚
- 内閣総理大臣 - 岸信介（自由民主党総裁）
- 法務大臣 - 唐澤俊樹
- 外務大臣 - 藤山愛一郎（民間人→衆議院議員）
- 大蔵大臣 - 一萬田尚登
- 文部大臣 - 松永東
- 厚生大臣 - 堀木鎌三
- 農林大臣 - 赤城宗德
- 通商産業大臣 - 前尾繁三郎
- 運輸大臣 - 中村三之丞
- 郵政大臣 - 田中角栄
- 労働大臣 - 石田博英
- 建設大臣、首都圏整備委員会委員長 - 根本龍太郎
- 国家公安委員会委員長、科学技術庁長官 - 正力松太郎
- 行政管理庁長官、北海道開発庁長官 - 石井光次郎（副総理）
- 自治庁長官 - 郡祐一
- 防衛庁長官 - 津島寿一
- 経済企画庁長官 - 河野一郎
- 内閣官房長官 - 愛知揆一
- 総理府総務長官：1957年（昭和32年）8月1日新設 - 今松治郎

## 内閣官房副長官・総理府総務副長官等
- 法制局長官 - 林修三
- 内閣官房副長官（政務） - 田中龍夫：1957年（昭和32年）7月12日 -
- 内閣官房副長官（事務） - 岡崎英城：1957年（昭和32年）7月12日 -
- 総理府総務副長官：1957年（昭和32年）8月1日新設 - 藤原節夫／：1958年（昭和33年）4月22日 - 上村健太郎

## 政務次官
第1次岸内閣の政務次官が1957年（昭和32年）7月16日に退任し、同日付で新たな政務次官を任命した。
- 法務政務次官 - 横川信夫
- 外務政務次官 - 松本瀧藏
- 大蔵政務次官 - 坊秀男・白井勇：1957年（昭和32年）8月1日 -
- 文部政務次官 - 臼井荘一
- 厚生政務次官 - 米田吉盛
- 農林政務次官 - 本名武・瀨戸山三男：1957年（昭和32年）8月1日 -
- 通商産業政務次官 - 白浜仁吉・小笠公韶：1957年（昭和32年）8月1日 -
- 運輸政務次官 - 木村俊夫
- 郵政政務次官 - 最上英子
- 労働政務次官 - 二階堂進
- 建設政務次官 - 堀内一雄
- 行政管理政務次官 – 榊原亨
- 北海道開発政務次官 - 福井順一
- 自治政務次官 - 中島茂喜
- 防衛政務次官 - 小山長規
- 経済企画政務次官 - 鹿野彦吉
- 科学技術政務次官 – 吉田万次